# Davit Ichkhanian
Davit Ichkhanian (en arménien : Դավիթ Իշխանյան), né le 27 décembre 1968 à Hechan, est un homme d'État arménien du Haut-Karabagh, président de l'Assemblée nationale et de la république d'Artsakh par intérim en 2023.

## Biographe
Davit Ichkhanian est né le 27 décembre 1968 à Hechan, dans l'oblast autonome du Haut-Karabagh, alors en Union soviétique. Membre de la Fédération révolutionnaire arménienne, il est candidat à l'élection présidentielle de 2020 en Artsakh. Il brigue également un mandat de député lors des élections législatives de 2020 en Artsakh.
Le 7 août 2023, il est élu président de l'Assemblée nationale.
Le 31 août, Arayik Haroutiounian annonce qu'il remettra sa démission de président du Haut-Karabagh le 1er septembre au Parlement en affirmant que son maintien dans sa position pourrait constituer un obstacle aux négociations entre Artsakh et l'Azerbaïdjan. Il déclare également que la défaite dans la guerre de 2020 et les événements ultérieurs avaient « sensiblement réduit la confiance [parmi les habitants d'Artsakh] dans les autorités, en particulier le président », ce qui limitait l'efficacité du gouvernement. Le président de l'Assemblée nationale, Davit Ichkhanian, assure l'intérim,. Le 9 septembre, Samvel Chakhramanian, nommé ministre d'État à la veille de sa démission, est élu par le Parlement pour lui succéder.
Après la capitulation du Haut-Karabagh lors de la guerre de septembre 2023, les quatre derniers anciens présidents du Haut-Karabagh dont Ichkhanian, sont arrêtés par les services de sécurité azéris.